# Operação Sorriso
A Operação Sorriso ou Operation Smile, como é conhecida internacionalmente, é uma organização médica não governamental e sem fins lucrativos fundada na cidade de Norfolk, na Virgínia, Estados Unidos, em 1982. A instituição trabalha com crianças que nasceram com lábio leporino e fenda palatina, e oferece a elas cuidados médicos, como a cirurgia reparadora, em todo o mundo. Até a presente data, a Operação Sorriso realizou cirurgias em mais de 240 mil crianças, jovens e adultos em mais de 60 países, entre eles o Brasil.

## História
A Operação Sorriso foi criada pelo Dr. Bill Magge e Kathy Magee, após terem participado de uma missão nas Filipinas, onde, em 1982, realizaram diversos trabalhos com crianças que possuíam essa má formação.
A organização come internacional após o convite feito por Madre Teresa de Calcutá para que a organização fosse a Portugal, com o objetivo de tratar crianças com as deformidades. Segundo a própria instituição existem mais de 300.000 crianças que nascem com fissura em todo o mundo. No Brasil, estima-se que haja mais de 5.600. A organização já atendeu mais de 240.000 crianças em todo mundo, sendo mais de 4500 somente no Brasil.

### Estrutura

#### Fundadores
- Bill Magge (Dr. William P. Magge Jr., DDS, MD)

É diretor executivo da Operação Sorriso. Além de voluntário, Bill é membro permanente do Comitê de Diretores da instituição. O Dr. William Magee é responsável pelo treinamento de médicos em diversos países, ensinando técnicas de craniofaciais através do Programa de Treinamento de Médicos, promovido pela própria instituição.
- Kathy Magge (Dra. Kathleen S. Magge, BSN, M.Ed., RSU)

Esposa de Bill, Kathy Magge, atua como presente interina da organização e membro vitalício do Comitê de Diretores da instituição. Kathy viaja frequentemente em busca de parceiros, diplomáticos e médicos, que possibilitam à Operação Sorriso, realizar os seus programas.
Os dois receberam o Prêmio Espírito de Raoul Wallenberg do Museu de História Sueco-Americano, em 1998, pelo trabalho na criação de uma rede de profissionais e voluntários empenhados em restaurar a deformidades nas faces das crianças. No mesmo ano ganhou o Prêmio Distinguished Service, dada pela Sociedade Americana de Cirurgiões Plásticos.
Em 2001, o Dr. Magge recebeu o Prêmio Antonio Feltrinelli, concedido pela Academia Nacional dei Lincei, de Roma, pelos esforços excepcionais. Além disso, recebeu, ainda, honras das Organização das Nações Unidas, o Honorário Kazanjan Lecture, pela Sociedade Americana de Plásticas Reconstrutivas.

### Embaixadores

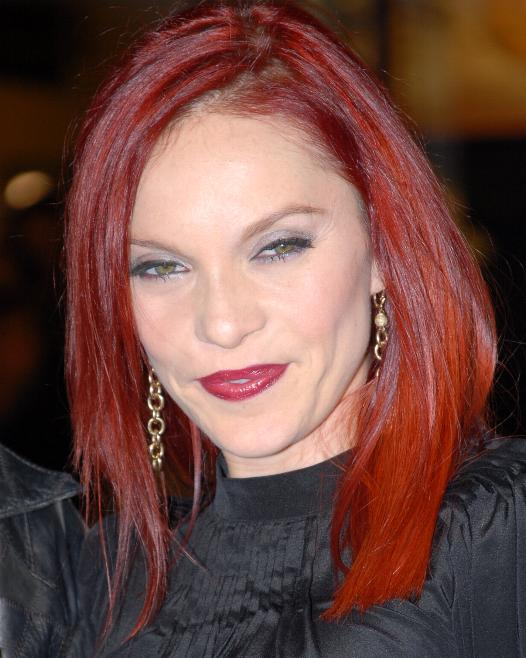
Carmit Bachar, embaixadora da 'Operação Sorriso', que já sofreu com lábio leporino

| - Carmit Bachar - Mark Burnett - Dhani Jones - Beto Silva - Hélio de La Peña - John Salley - Maggie Rizer - Nigel Parry - Melanie Dunea | - Benj Gershman - Charice - David Pomeranz - Jessica Simpson - Roselyn Sanchez - Roma Downey - Billy Bush - Satcha Pretto - Deidre Hall | - Donald Trump Jr. - Vanessa Trump - Eric Winter - Oscar D’León - Molly Sims - Justin Chatwin - Jackie Chan - Lý Nhã Kỳ |

## Programas
A Operação Sorriso contam com milhões de voluntários, engloba, em sua maioria, estudantes do ensino médico e universitários, em todo o mundo para desenvolver seus trabalhos, principalmente, em países em desenvolvimento, onde coordena programas de formação de médicos, administra programas de assistência aos países para que esses sejam capazes de realizar a reparação da deficiência nos lábios, além de apoiar em programas educativos e pesquisas para a erradicação do lábio leporino.

### Cirúrgicos
Os programas cirúrgicos promovidos pela instituição tem o objetivo de dar às crianças, jovens e adultos portadores de lábios-palatinos a oportunidade de ter um sorriso digno. Além dos voluntários, a instituição organiza uma equipa que inclui coordenador local, cirurgiões plásticos, anestesistas, pediatra, médicos e aparelhos de tratamento médico intensivo, enfermeiros, especialistas no desenvolvimento infantil, fonoaudiólogos, dentistas e ortodontistas, entre outros.
As equipes de voluntários prestam papel importante nos programas. Não como médicos, mas, na parte logística da missão, servindo como tradutores, técnicos de registros médicos, fotógrafos, ou ajudar na área de alimentação, hospedagem, contratos de fornecimento, ou de transporte. Os times, geralmente, incluem dois estudantes que desenvolvem várias atividades, inclusive, dar instruções e realizar apresentações sobre a manutenção da saúde e higiene bocal para as famílias locais.
Em 2005, esses médicos e as equipes de voluntários realizaram mais de 8.359 cirurgias gratuitas para crianças do mundo inteiro, através de organizações internacionais. Durante o ano de 2009, a Operação Sorriso atendeu cerca de 13.000 crianças, jovens e adultos portadores de fissura lábio-palatina.
A divulgação é realizada em conjunto com outras organizações não governamentais, Ministério Público, Secretarias Municipais e Estaduais de Saúde, a Operação Sorriso, tenta atingir as pessoas que vivem em comunidades afastadas e, algumas vezes, isoladas, divulgando os programas cirúrgicos. A divulgação, segundo a organização, ajuda a mobilizar a sociedade para agir de maneira ativa, sendo, muitas vezes, voluntários, doadores ou até mesmo como agentes de pressão junto aos órgão públicos, a favor das crianças com deformidades facial.